# Lőrinc Schlauch
Lőrinc Schlauch (Arad, 27 maart 1824 - Nagyvárad, 10 juli 1902) was een Hongaars geestelijke van de Roemeense Grieks-Katholieke Kerk en een kardinaal van de Rooms-Katholieke Kerk.
Schlauch volgde het seminarie van Pest en studeerde theologie aan de universiteit van Budapest. Hij werd op 3 april 1847 priester gewijd. Vervolgens was hij werkzaam in pastorale functies. Tevens doceerde hij dogmatiek, geschiedenis en kerkelijk recht aan het seminarie van Csanád.
Op 14 maart 1873 werd Schlauch voorgedragen als bisschop van Szatmár; deze keuze van de Roemeense Grieks-Katholieke Kerk werd op 25 juli 1873 bevestigd door paus Pius IX. Zijn bisschopswijding vond plaats op 21 september 1873. Op 8 april 1887 werd hij voorgedragen als bisschop van Nagyvárad; deze keuze van de kerk werd op 26 mei 1887 bevestigd door paus Leo XIII.
Schlauch werd tijdens het consistorie van 12 juni 1893 kardinaal gecreëerd. Hij kreeg de rang van kardinaal-priester. Zijn titelkerk werd de San Girolamo dei Croati.
Schlauch overleed in 1902 op 78-jarige leeftijd.
- Gemeinsame Normdatei: 1030021007
- International Standard Name Identifier: 0000 0000 7821 8553
- Nationale Bibliotheek van Tsjechië: pna20241215412
- Virtual International Authority File: 89681551
- WorldCat: E39PBJmDhBRRVd3yCttCB7wwG3